# Sören Janson
Sören Emanuel Janson, född 1 april 1933 i Alsens församling, Jämtlands län, död 21 april 2023 i Norrtälje distrikt i Stockholms län, var en svensk kristen poet, vissångare, låtskrivare, författare och målare.

## Biografi
Sören Janson gav ut sin första skiva redan som tonåring; hans låtar har även getts ut av flera andra sångare och körer. Han är känd för sången "Glad att få leva" som han skrev 1965.
Janson har fyra sånger publicerade i sångboken Segertoners senaste upplaga. Dessa är "Du som gjorde vår värld så vacker" (nr 343), "Här, mitt ibland oss" (nr 359), "Vi ber för varandra" med musik av Bengt Eriksson (nr 484) samt "Glad att få leva" (nr 562).
Han bedrev konststudier på Grünewalds målarskola och Signe Barths målarskola samt ställt ut på ett tjugotal platser och finns representerad hos flera kommuner i landet.
Han var sedan många år bosatt i Norrtälje tillsammans med hustrun Gun Källgren (född 1941), vilka var gifta sedan 1965.

## Diskografi i urval
- 1951 – En dag skall allt bli uppenbart, Du som lidit skeppsbrott
- 1959 – Herren kommer
- 1962 – Jag vill vara där elden brinner
- 1967 – Sören Janson sjunger egna sånger
- 1969 – Vad var det du ville att vi skulle göra
- 1972 – Den nya sången
- 1978 – Du som gjorde vår värld så vacker. Sören Janson sjunger egna visor tillsammans med Ungdomsgruppen i Norrtälje
- 1982 – Roliga otroliga värld
- 1990 – Bara som att andas. Sören Janson sjunger egna visor